# Св. св. Кирил и Методий (Душанци)
Храмът „Св. св. Кирил и Методий“ в село Душанци е български православен храм, част от Ловчанска епархия, Пирдопска духовна околия.
През 1879 г. в село Душанци не е имало църква и службите са са провеждали в няколко малки параклиси, като един от тях е „Св. Троица“. Тъй като душанчани не са имали още и общински служби и училище, по инициатива на свещеник Рашко Заеков, наскоро откомандирован в селото от съседна Копривщица, празната къща на поборника от Априлското въстание Тодор Ганчев е преустроена за тези обществени нужди. Наскоро след това Тодор Ганчев се завръща от град Карлово, където работи и се е устроил са живее със семейството си. Макар и дошъл си с намерение на разпродаде имотите си в Душанци, след запознанството си с отец Рашко продава всичките си имоти на прииждащите нови заселници, с изключение на вече използваната къща в центъра на селото и нейния двор. Къщата и двора дарява на селото за построяване на божи храм, като за целта образува и дарителски фонд с известна част от продажбите.
През 1880 г. за градежа на църквата са поканени прочутите терзии, майсторите от село Смолско братята Никола и Стоян Смоленски. През същата година на отпочналия строеж, на доброволни начала взима участие цялото село, като вече е взето решение храмът да бъде посветен на светите братя Кирил и Методий. Окончателното довършване на църквата става през 1885 г., когато тя е изографисана, доукрасена и осветена с подходяпща церемония.
След смъртта на свещеник Рашко Заеков той е погребан в близост със сградата на храма. От 2011 г. за гроба признателните поколения вече полагат грижи.
През 2004 г. по църквата са предприети с даренията на родолюбиви душанчани цялостни реставрационни работи. Покрай тази дейност в двора на църквата е построен навес, където се раздават благословенните курбани, обновени са параклисите „Св. Троица“, западно от Душанци и „Св. Георги“, намиращ се в подножието на вр, Климаш, източно от селото и осветени на 7 май 2011 г. През 2009 г. в „Св. св. Кирил и Методий“ са изписани нови стенописи от художника Огнян Пеев.